# Ma Yanhong
Pour les articles homonymes, voir Ma.
Dans ce nom chinois, le nom de famille, Ma, précède le nom personnel.
Ma Yanhong, née le 5 juillet 1963 à Pékin (Chine), est une gymnaste artistique chinoise. 

## Biographie sportive
Ma Yanhong est sacrée championne du monde de barres asymétriques en 1979 à Fort Worth. Aux Championnats du monde de gymnastique artistique 1981 à Moscou, elle est médaillée d'argent en barres asymétriques et en concours général par équipes. 
Aux Jeux olympiques de 1984 à Los Angeles, elle remporte la médaille d'or en barres asymétriques, qu'elle partage avec l'Américaine Julianne McNamara. Elle est aussi médaillée de bronze en concours général par équipes.
Elle entre à l'International Gymnastics Hall of Fame en 2008.